# Takehito Suzuki
Takehito Suzuki (jap. 鈴木 健仁, Suzuki Takehito; * 11. Juni 1971 in der Präfektur Tokio) ist ein ehemaliger japanischer Fußballspieler.

## Karriere
Suzuki erlernte das Fußballspielen in der Schulmannschaft der Nihon University Fujisawa High School. Seinen ersten Vertrag unterschrieb er 1990 bei Nissan Motors. Der Verein spielte in der höchsten Liga des Landes, der Japan Soccer League. Mit Gründung der Profiliga J.League 1992 und der damit verbundenen Neuorganisation des japanischen Fußballs wurde Nissan Motors zu den Yokohama Marinos. Mit dem Verein wurde er 1995 japanischer Meister. Für den Verein absolvierte er 110 Erstligaspiele. Im Oktober 1998 wechselte er zum Ligakonkurrenten Kyoto Purple Sanga. Für den Verein absolvierte er 37 Erstligaspiele. 2000 wechselte er zum Ligakonkurrenten Gamba Osaka. 2001 wechselte er zum Ligakonkurrenten Vissel Kōbe. Im Juni 2002 wechselte er zum Ligakonkurrenten Vegalta Sendai. Ende 2003 beendete er seine Karriere als Fußballspieler.

## Erfolge
Nissan Motors/Yokohama Marinos
- Japan Soccer League

Vizemeister: 1990/91, 1991/92
- J1 League

Meister: 1995
- JSL Cup

Sieger: 1990
- Kaiserpokal

Sieger: 1991, 1992
Finalist: 1990